# Bruce Springsteen 1992–1993 World Tour
Bruce Springsteen 1992–1993 World Tour fue una gira musical del músico estadounidense Bruce Springsteen como medio de promoción de los álbumes Human Touch y Lucky Town. La gira, que tuvo lugar entre 1992 y 1993, fue la primera del músico tras la disolución de la E Street Band, y contó con el respaldo de un nuevo grupo musical apodado de forma coloquial «The Other Band». Sin embargo, la gira obtuvo una menor repercusión debido a la ausencia de la E Street Band y al menor éxito de Human Touch y Lucky Town: según el biógrafo Dave Marsh, los seguidores más fieles de Springsteen comenzaron a referirse a la nueva banda de apoyo como «The Other Band», con el consiguiente apodo de la gira como «The Other Band Tour».

## Itinerario
La gira comenzó con la radioemisión de un ensayo ofrecido el 5 de junio de 1992. Springsteen comentó: «Echaba de menos tocar. Echaba de menos salir. Echaba de menos a los seguidores. Estuve un tiempo en casa. Trabajé duro en los discos». La primera etapa de la gira se desarrolló en estadios cubiertos de Europa Occidental, y comenzó el 15 de junio de 1992 en el Stockholm Globe Arena de Estocolmo, Suecia. Al respecto, Springsteen comentó: "«Es bonito comenzar la gira aquí. Es bonito estar de vuelta entre gente que siempre ha sido hospitalaria». Tras quince conciertos, incluyendo cinco en el Wembley Arena de Londres, la gira se trasladó a los Estados Unidos.
La etapa norteamericana de la gira comenzó a finales de julio y se desarrolló con once conciertos consecutivos en el Meadowlands Arena de Nueva Jersey. A continuación, continuó en estadios cubiertos de los Estados Unidos y de Canadá, con un total de 61 conciertos hasta mediados de diciembre.
Tras tres meses de descanso, Springsteen comenzó una tercera etapa a finales de marzo nuevamente por Europa Occidental, con 31 conciertos, algunos de ellos en estadios. La gira finalizó el 1 de junio de 1993 con un concierto en el Valel Hovin de Oslo, Noruega. 

## Canciones
Fuentes:

## Personal
- Bruce Springsteen: voz, guitarra y armónica
- Shane Fontayne: guitarra
- Tommy Sims: bajo
- Zachary Alford: batería
- Roy Bittan: teclados
- Crystal Taliefero: guitarra, percusión y coros, saxofón en «Born to Run»
- Bobby King: coros
- Gia Ciambotti: coros
- Carol Dennis: coros
- Cleopatra Kennedy: coros
- Angel Rogers: coros
- Patti Scialfa: guitarra y coros en «Brilliant Disguise» y «Human Touch»